# Lake District

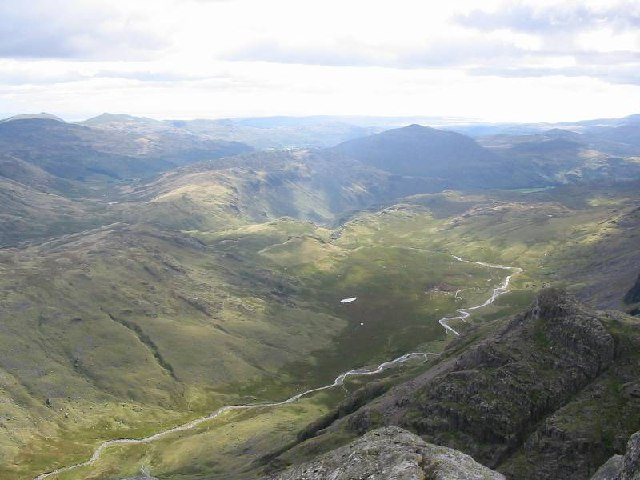
Panorama Eskdale ze szczytu Ill Crag

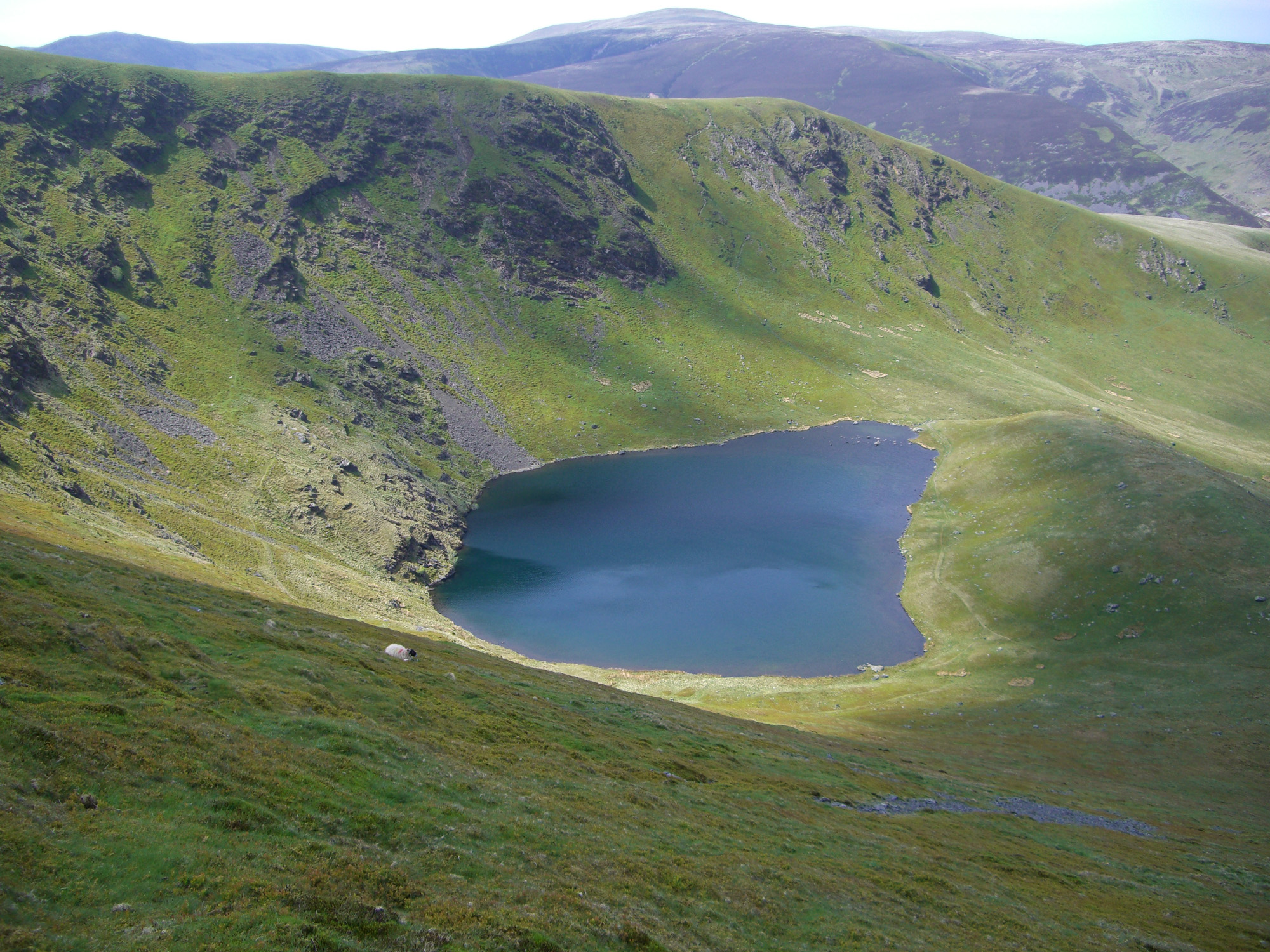
Widok na staw Bowscale Tarn

Lake District (także The Lakes i Lakeland, Kraina Jezior) – obszar w północno-zachodniej Anglii w hrabstwie Kumbria, jedno z najpopularniejszych miejsc wypoczynkowych Wielkiej Brytanii. W swojej centralnej części obejmuje Park Narodowy Lake District.
Kraina, obfitująca w jeziora (Windermere, Ullswater) i góry (najwyższy szczyt Anglii Scafell Pike, 978 m n.p.m.), stanowiła inspirację dla artystów, szczególnie w dobie romantyzmu. To z nią związani są poeci William Wordsworth, Samuel Taylor Coleridge oraz Robert Southey (zwani angielskimi poetami jezior), a także pejzażysta John Constable, który nazwał ją „najpiękniejszym w świecie krajobrazem”.
W 2017 roku Lake District został wpisany na listę światowego dziedzictwa UNESCO.

## Geografia

### Ogólna charakterystyka

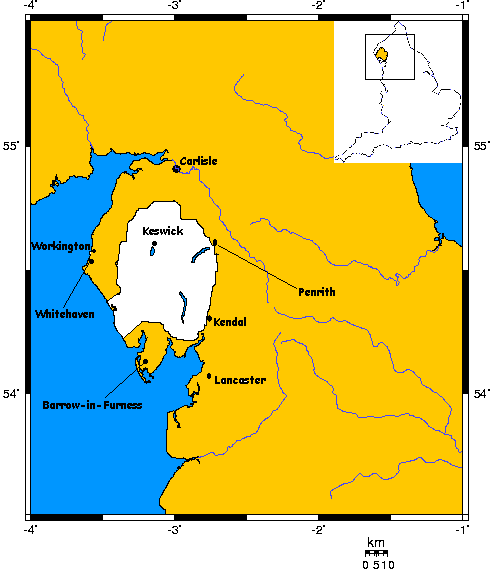
Położenie krainy Lake District, na biało, w ramach północnej Anglii

Lake District liczy około 55 km szerokości. Jej ukształtowanie terenu to wynik zlodowaceń, ostatnie z których miało miejsce około 15 000 lat temu. Wiele z wyrzeźbionych przez lodowiec dolin U-kształtnych wypełniają jeziora, w wyższych partiach odnajdziemy cyrki lodowcowe, często zajęte przez jeziora karowe. Wyższe góry są skaliste, niższe zaś pokrywają otwarte wrzosowiska charakterystycznie porośnięte paprocią i wrzosem. Poniżej linii drzew pierwotne lasy dębowe występują obok dziewiętnastowiecznych plantacji sosny i torfowisk. Utworzony w 1951 r. na powierzchni 2292 km² Park Narodowy Lake District jest jednym z najgęściej zaludnionych parków narodowych.

### Nomenklatura
Część słów używanych w nazwach geograficznych ma skandynawską etymologię w związku z obecnością wikingów w północnej Anglii. Niektóre nazwy charakterystyczne dla regionu Lake District wywodzą się z dialektu kumbryjskiego.
- fell – wzgórze, góra, wyniesiony fragment wrzosowiska; wywodzi się ze staronorweskiego fjall i fell, oznaczającego wzgórze.
- tarn – jezioro karowe, także ogólnie staw; wywodzi się ze staronorweskiego tjærn.
- mere, water – jezioro; wyrazy staroangielskie pochodzenia germańskiego.
- beck – strumień; wywodzi się ze staronorweskiego bekkr.
- dale – dolina, zwłaszcza polodowcowa; wywodzi się ze staroangielskiego dæl, o korzeniach germańskich.
- moor – wrzosowisko; wywodzi się ze staroangielskiego mōr, o korzeniach germańskich;
- Yan Tan Tethera – nazwa tradycyjnego systemu liczenia owiec używanego na terenie Lake District. System obecnie rzadki, nauczany w niektórych lokalnych szkołach.

### Północny zachód

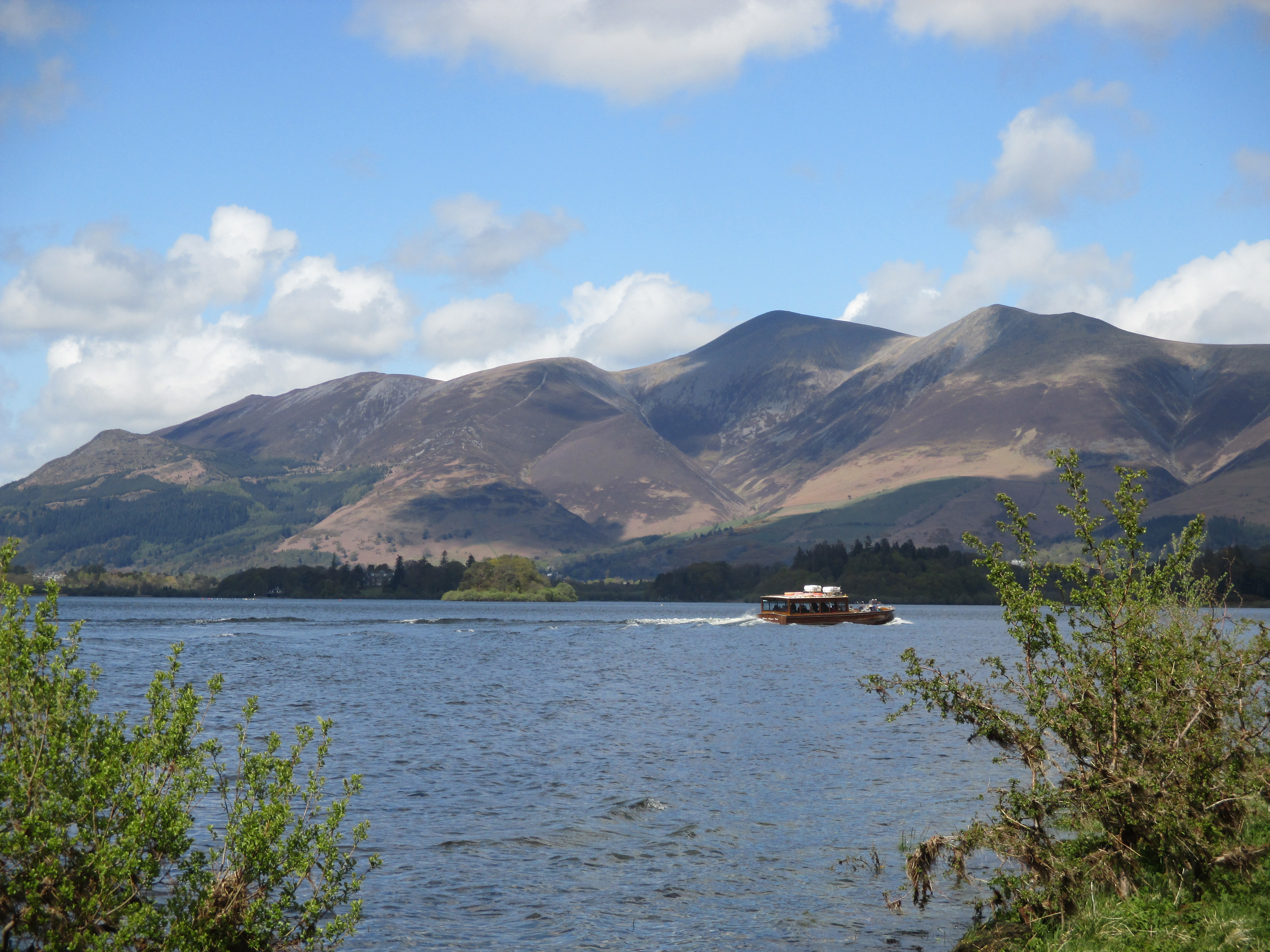
Skiddaw

Północno-zachodnia część Lake District rozciąga się pomiędzy doliną Borrowdale i jeziorem Buttermere, połączonymi przełęczą Honister Pass. Do charakterystycznych elementów obszaru należą wzgórza Newlands ze szczytami Dale Head, Robinson, Catbells i łączącym je grzbietem. Na północy górują szczyty Grasmoor, Grisedale Pike i wzgórza wokół doliny Coledale oraz na dalekim północnym zachodzie las Thornthwaite i wzgórze Lord's Seat. Niewiele tu jezior i ścian skalnych. Wyraźnie odznacza się masyw Skiddaw z charakterystycznych łupków.

### Zachód
Część zachodnia to obszar pomiędzy jeziorem Buttermere i doliną Wasdale, z przełęczą Sty Head jako wierzchołkiem dużego trójkąta. Jest przecięta na pół przez dolinę Ennerdale. Na północy odnajdziemy szczyty High Stile i Loweswater Fells, na południu sztandarową grupę Pillar i Great Gable. Inne góry tego skalistego i stromego obszaru to Seatallan, Haystacks i Kirk Fell. Położone tu jezioro Wastwater to najgłębsze jezioro Anglii. Nad doliną Wasdale góruje Scafell Pike, najwyższy szczyt kraju.

### Centrum

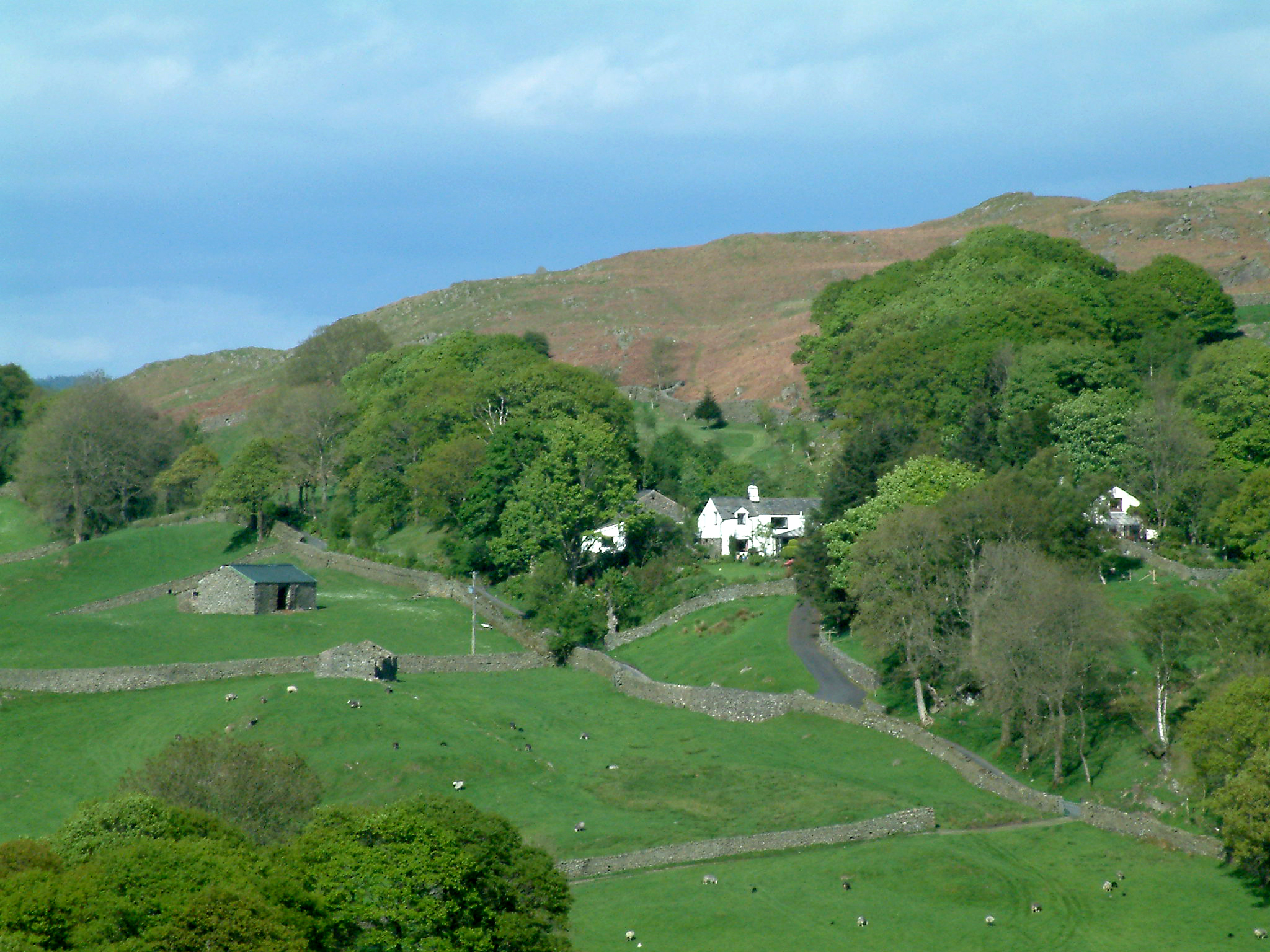
Typowy krajobraz Lake District

Część centralna położona jest najniżej i przyjmuje podłużną formę od szczytu Loughrigg Fell nad miejscowością Ambleside, popularnym kurortem, do miasteczka Keswick. Jezioro Derwent Water wyróżnia się na zachodzie a Thirlmere na wschodzie. Częstym miejscem wycieczek są szczyty Langdale Pikes i dalsze High Raise. Na północy grzbiet ponad High Seat to teren wyjątkowo bagnisty.

### Wschód
Na wschodzie odnajdziemy długie południkowo zorientowane pasmo gór Helvellyn, od Clough Head po Seat Sandal z górą Helvellyn (950 m) jako najwyższym punktem. Jego zachodnie zbocza są trawiaste, na wschodzie występują skaliste cyrki lodowcowe i ściany. Podobnie uformowana jest grupa Fairfield na południu pasma, której najwyższy szczyt to Red Screes nad przełęczą Kirkstone Pass.
Dalsze wzniesienia na wschodzie, o stromych zboczach, leżą za doliną Patterdale i prowadzą do wielkiego wrzosowiskowego płaskowyżu zorientowanego na osi północ-południe. Szczyt High Street góruje nad doliną Mardale i jeziorem Haweswater. Na południu tej części góry otaczają jezioro Kentmere, a na południowym wschodzie dominuje Shap Fell, obszar wrzosowiska bliższy Górom Pennińskim niż krainie Lake District.

### Środkowy zachód
Góry środkowo-zachodnie układają się w trójkątną formę, z rogami przy Morzu Irlandzkim oraz dolinach Borrowdale i Langdale. Wśród nich: Wastwater Screes ponad Wasdale, grzbiet Glaramara nad Borrowdale, trzy szczyty Crinkle Crags, Bowfell i Esk Pike nad Langdale i wreszcie Scafell Pike, najwyższy punkt Anglii, oraz Scafell. W te dzikie, najbardziej skaliste i najtrudniejsze do przebycia obszary wdziera się dolina Eskdale.

### Południowy zachód
Góry południowego zachodu za swoją północną granicę mają strome i wąskie przełęcze Hardknott i Wrynose, gdzie droga wije się wieloma ciasnymi serpentynami. Góry Furness (często zwane Coniston Fells) leżą między Coniston i doliną Duddon Valley, która ukośnie przecina cały obszar. Po jej drugiej stronie piętrzą się Harter Fell i długi grzbiet od Whitfell do Black Combe i morza. Południe regionu pokryte jest lasami i pagórkami, z wrzosowiskiem Kirkby Moor jako południową granicą. Krańcem Lake District są tu półwyspy Furness, gdzie leży drugie pod względem wielkości miasto Kumbrii – Barrow-in-Furness.

### Południowy wschód
Terytorium południowo-wschodnie krainy, z lasem Grizedale Forest, rozciąga się pomiędzy jeziorami Coniston Water i Windermere i dalej na wschód. Brak tu wysokich szczytów, przeważają wzgórza i pagórki jak Gummer's How, Whitbarrow i Top o' Selside. Pogranicze krainy wyznaczają Kendal i zatoka Morecambe Bay.

### 25 najwyższych szczytów

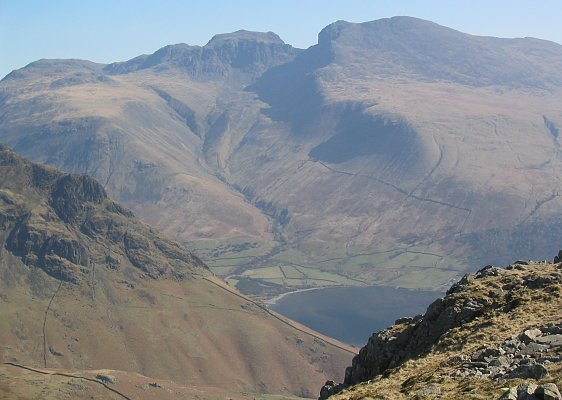
Masyw Scafell ponad doliną Wasdale

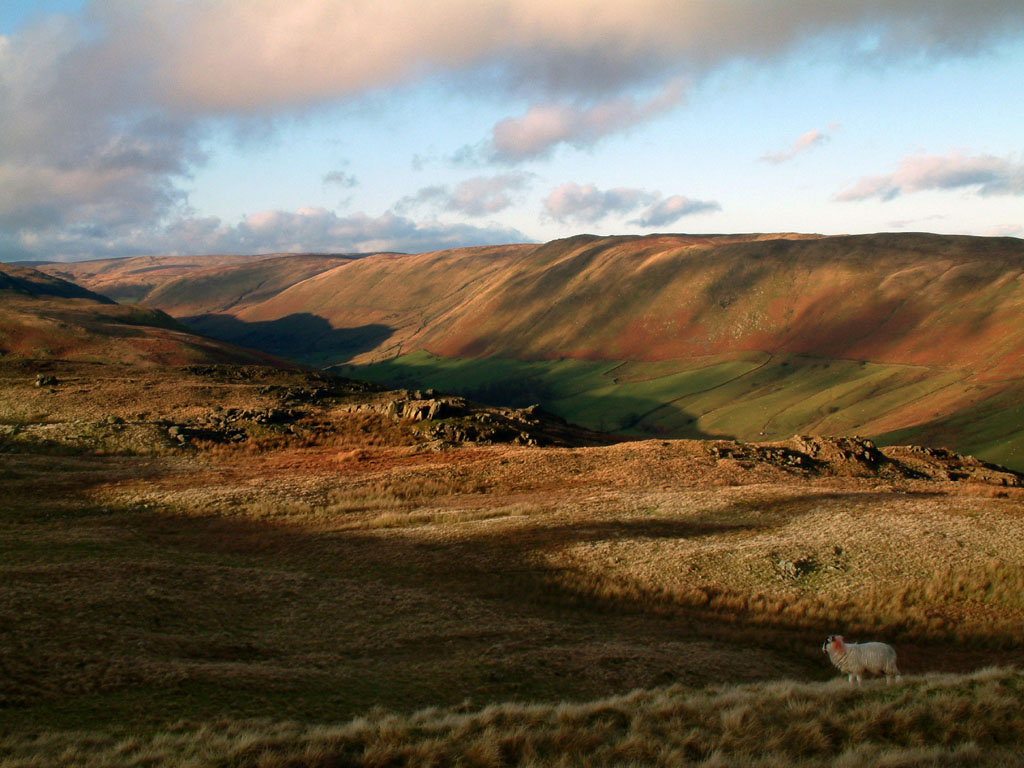
Widok na Borrowdale z Grayrigg Forest

1. Scafell Pike, 978 m (3,210 ft)
2. Scafell, 965 m (3,162 ft)
3. Helvellyn, 951 m (3,118 ft)
4. Skiddaw, 931 m (3,054 ft)
5. Great End, 910 m (2,986 ft)
6. Bowfell, 902 m (2,960 ft)
7. Great Gable, 899 m (2,949 ft)
8. Pillar, 892 m (2,926 ft)
9. Nethermost Pike, 891 m (2,923 ft)
10. Catstycam, 889 m (2,917 ft)
11. Esk Pike, 885 m (2,903 ft)
12. Raise, 883 m (2,896 ft)
13. Fairfield, 873 m (2,863 ft)
14. Blencathra, 868 m (2,847 ft)
15. Skiddaw Little Man, 865 m (2,837 ft)
16. White Side, 863 m (2,831 ft)
17. Crinkle Crags, 859 m (2,818 ft)
18. Dollywaggon Pike, 858 m (2,815 ft)
19. Great Dodd, 857 m (2807 ft)
20. Grasmoor, 852 m (2,795 ft)
21. Stybarrow Dodd, 843 m (2,772 ft)
22. St Sunday Crag, 841 m (2,759 ft)
23. Scoat Fell, 841 m (2,759 ft)
24. Crag Hill, 839 m (2,753 ft)
25. High Street, 828 m (2,717 ft)

### Jeziora

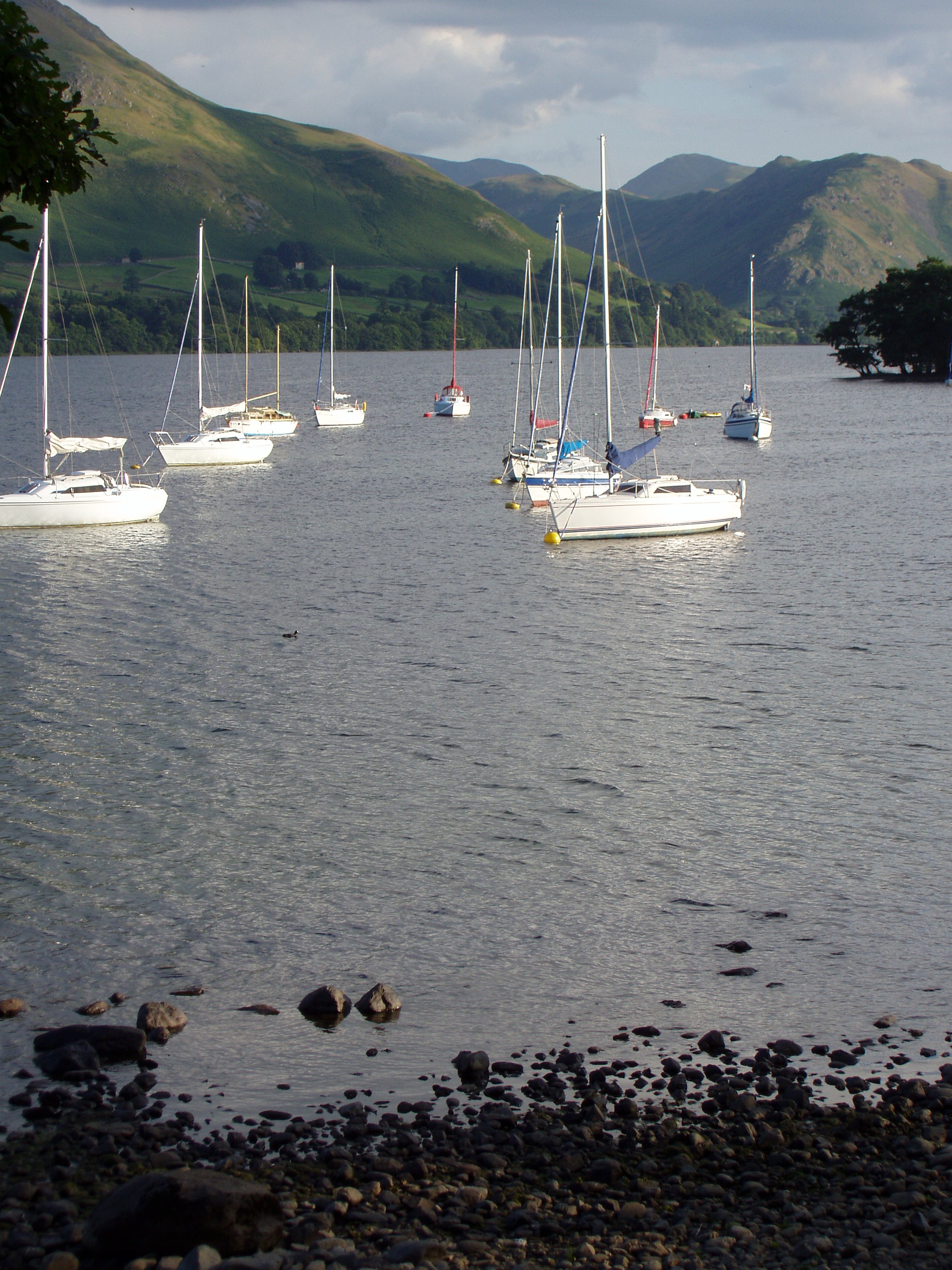
Łodzie na jeziorze Ullswater

- Bassenthwaite
- Brotherswater
- Buttermere
- Coniston Water
- Crummock Water
- Derwent Water
- Devoke Water
- Elterwater
- Ennerdale Water
- Esthwaite Water
- Grasmere
- Haweswater
- Hayeswater
- Loweswater
- Rydal Water
- Thirlmere
- Ullswater
- Wast Water
- Windermere

## Geologia
Geologia Lake District jest skomplikowana, ale też dobrze opracowana. Najstarsze skały to łupki Skiddaw i wulkaniczne w Borrowdale, pochodzące z ordowiku, sprzed ok. 500 mln lat. Te pierwsze znajdują się w północnej części krainy. Prawdopodobnie akumulowały się w płytkich morzach i dziś nieznana pozostaje grubość ich warstwy. Odporne na warunki atmosferyczne skały wulkaniczne tworzą najwyższe szczyty krainy. Wśród nich pojawiają się intruzje skał magmowych. Wśród wielu innych, do większych grup skalnych należy syluryjska grupa Windermere z wapieni spoczywających na skałach wulkanicznych.

## Klimat
Położenie na północno-zachodnim wybrzeżu i górska rzeźba terenu czynią Lake District najbardziej wilgotnym obszarem Anglii. Pomiary brytyjskiego instytutu meteorologii (Met Office) wskazują średni roczny opad powyżej 2000 mm, ale z dużym zróżnicowaniem w poszczególnych częściach. Mimo że cały region pozostaje powyżej angielskiej średniej roczengo opadu, w oczy rzuca się duża różnica między zachodnią a wschodnią częścią Lake District. Seathwaite w Borrowdale jest najwilgotniejszym zamieszkanym miejscem Wysp Brytyjskich z roczną średnią 3300 mm, podczas gdy pobliskie jezioro Sprinkling Tarn notuje aż 5000 mm. Dla kontrastu w Keswick, na końcu Borrowdale, spada rocznie średnio 1470 mm, a w Penrith (tuż poza Lake District w głąb wyspy) tylko 870 mm. Najsuchsze miesiące to marzec, kwiecień, maj i czerwiec, a między październikiem a styczniem obserwujemy okres najbardziej mokry. Wciąż jednak różnice między miesięcznymi opadami pozostają niewielkie na mniejszych wysokościach.
Lake District to obszar wietrzny – w dolinach mamy do czynienia ze średnio 5 dniami wichru rocznie. Na równinach nadmorskich to już 20 dni, na szczytach – 100 dni.
W związku z morskim klimatem w Lake District obserwowane są niskie roczne amplitudy temperatury. Średnia temperatura w dolinach wynosi od 3 °C w styczniu do ok. 15 °C w lipcu. Dla porównania w Moskwie, położonej na tej samej szerokości geograficznej, odpowiednio -10 °C i 19 °C.
Ze względu na niską wysokość większości szczytów możliwy jest tu brak pokrywy śnieżnej zimą. Zazwyczaj najobfitsze opady śniegu występują pomiędzy listopadem a kwietniem. Na szczycie Helvellyn śnieg pada średnio 67 dni w roku. W dolinach rejestruje się średnio 20 dni śnieżnych, 200 deszczowych i 145 suchych.
We wszystkich porach roku powszechnym zjawiskiem jest mgła. W górach odnotowujemy średnio 2,5 godziny słońca na dzień. Wskaźnik ten wzrasta do 4,1 godziny na dzień na równinach nadbrzeżnych.

## Przyroda

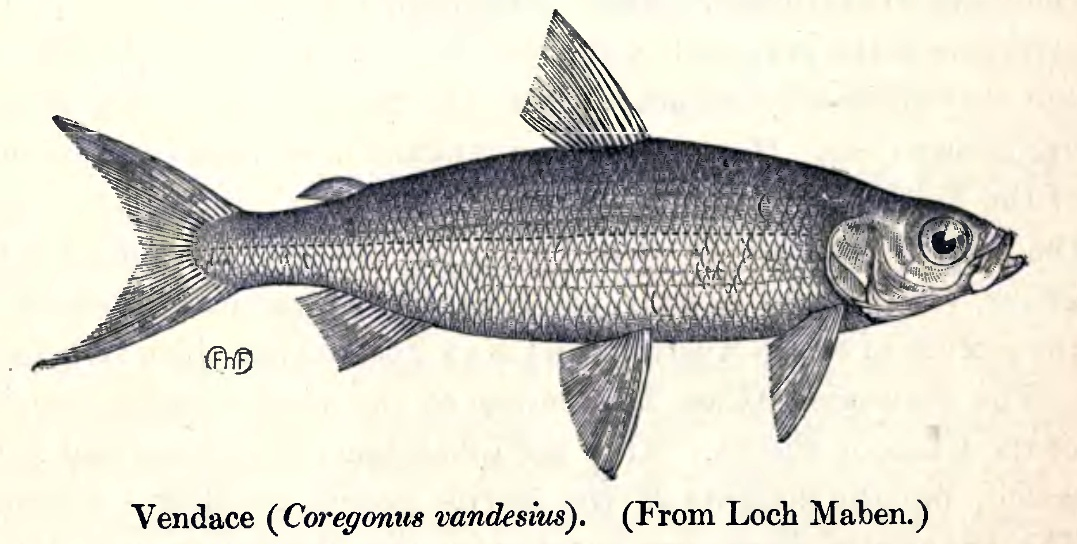
Sielawa vandesius

Lake District to ciekawe środowisko naturalne, część tutejszych gatunków jest wyjątkowa na skalę Anglii. Zamieszkuje tu rzadka w Anglii wiewiórka ruda i jedyna gniazdująca w kraju para orłów przednich. Występują też kolonie rosiczki i tłustosza, dwóch rodzimych dla Wielkiej Brytanii roślin mięsożernych.
W jeziorach żyją unikalne gatunki ryb: sielawa vandesius w jeziorach Bassenthwaite i Derwent Water, coregonus stigmaticus (ang. schelly) w Brothers Water, Haweswater, Red Tarn i Ullswater oraz palia alpejska w Buttermere, Coniston Water, Crummock Water, Ennerdale Water, Haweswater, Loweswater, Thirlmere, Wast Water i Windermere. Mimo to tutejsze zbiorniki wodne nie są tak bogate gatunkowo jak podobne środowiska na południu Anglii czy w kontynentalnej Europie. Dodatkowo, populacji sielawy vandesius zagroziło wprowadzenie do jezior nierodzimego jazgarza.

## Rolnictwo i przemysł

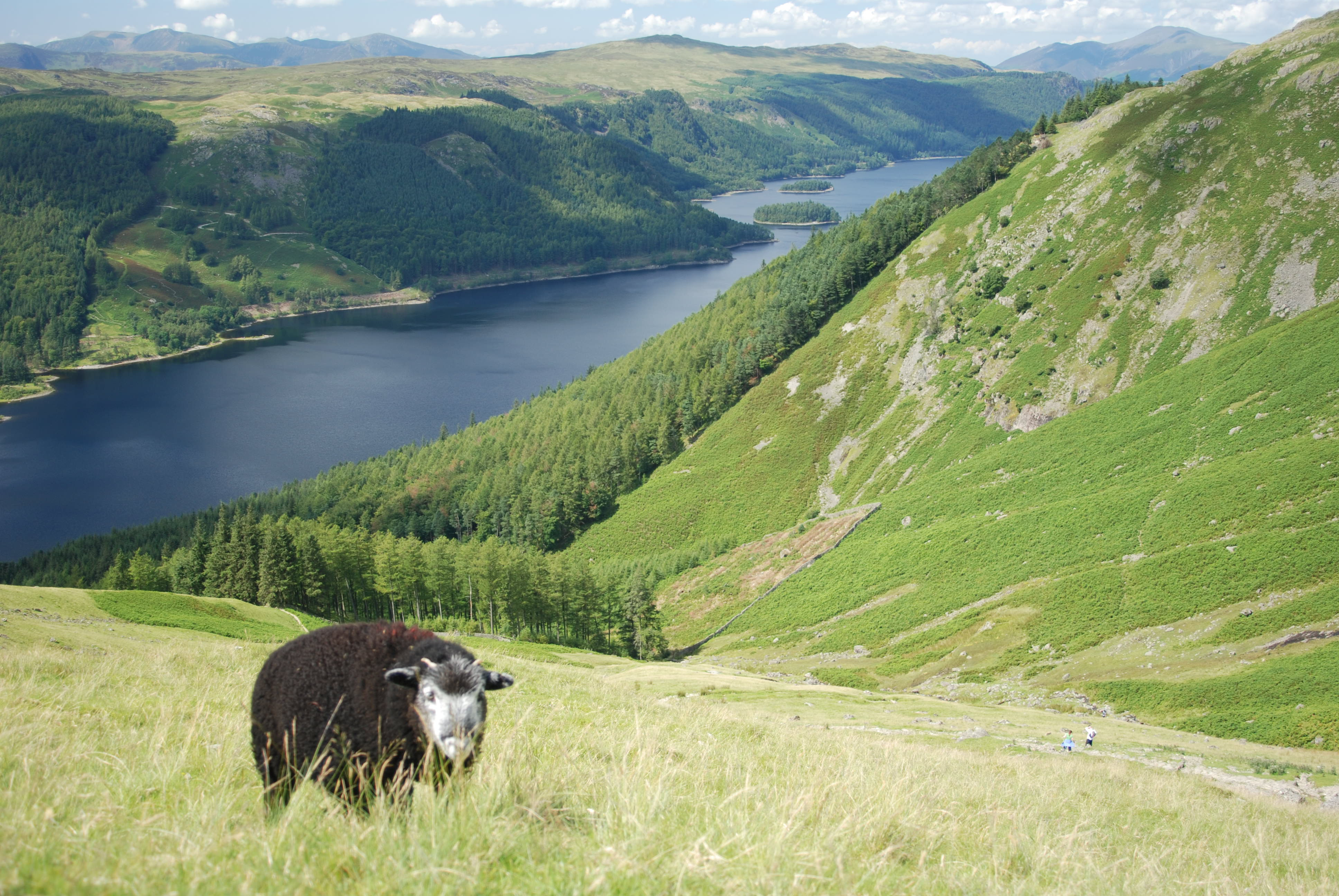
Owca rasy Herdwick na pastwisku opodal jeziora Thirlmere.

W neolicie Lake District był ważnym ośrodkiem wyrobu kamiennych toporów odnajdywanych dziś w całej Wielkiej Brytanii. Część spośród najstarszych kamiennych kręgów wyspy powstała z użyciem toporów z Lake District, wytwarzanych na zboczach Langdale Pikes.
Od czasów rzymskich trzonem gospodarki regionu jest rolnictwo, w szczególności hodowla owiec. Najczęściej utożsamiane z krainą rasy to Herdwick, Rough Fell i Swaledale. Przyciągający dziś tłumnie turystów krajobraz jest częściowo następstwem hodowli owiec – tak charakterystyczne dla regionu kamienne mury powstawały dla odgradzania pastwisk. Część terenów rolnych jest obecnie wykorzystywana pod chów bydła mlecznego i produkcję kiszonki. Zbocza porastają gdzieniegdzie plantacje nierodzimej tu sosny.
Od XVI do XIX w. główną gałąź przemysłu stanowiło górnictwo miedzi i ołowiu, często z domieszkami srebra, barytu, grafitu i łupków. Za źródło węgla drzewnego używanego w procesie wytapiania służyło drewno z lokalnych zagajników. Do dziś kontynuuje się wydobycie łupków w kopalni Honister u szczytu przełęczy Honister Pass. Górnictwo grafitu przyczyniło się do rozwoju produkcji ołówków w Keswick. Wraz z zanikiem wydobycia porzucano kolejne sztolnie, dziś urozmaicenie krajobrazu wrzosowisk. W XIX w. połowa światowej produkcji taśmy „bobiny” dla przemysłu tekstylnego ulokowana była właśnie w Lake District.

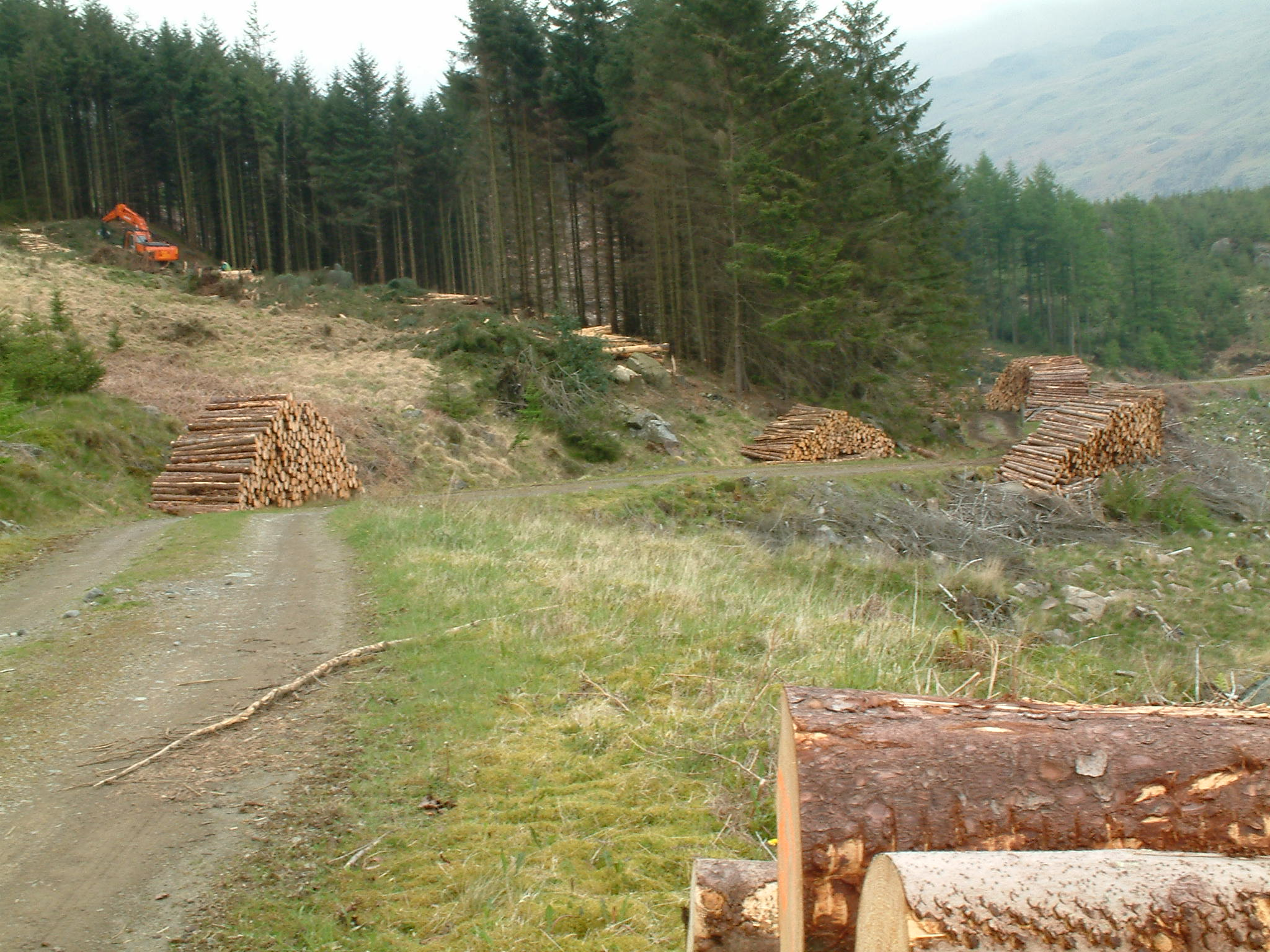
Wyrąb drewna na Harter Fell

## Turystyka
Wśród pierwszych podróżników, którzy zawitali w Lake District dla nauki i przyjemności podróży, była Celia Fiennes w czasie swojej wyprawy wzdłuż Anglii w 1698 r., kiedy to odwiedziła Kendal i przez przełęcz Kirkstone Pass wjechała do doliny Patterdale. Swoje doświadczenia i wrażenia opisała w dziele Wielka Podróż do Newcastle i Kornwalii.
W 1724 r. Daniel Defoe opublikował pierwszy tom Podróży przez całą wyspę Wielką Brytanię. O regionie Westmorland napisał, że to:
najdzikszy, najbardziej jałowy i przerażający ze wszystkich, jakie przebyłem w Anglii i samej Walii. Strona zachodnia, która graniczy z Cumberland, otoczona jest łańcuchem wręcz nieprzebytych gór, nazywanych fells w lokalnym języku.
Pod koniec XVIII w. kraina Lake District stawała się coraz częstszym celem wycieczek. Działo się tak w pewnym stopniu w wyniku wojen w kontynentalnej Europie ograniczających możliwości podróży. W 1778 r. o. Thomas West stworzył Przewodnik po jeziorach (A Guide to the Lakes), który znaczy początek epoki współczesnej turystyki w regionie.

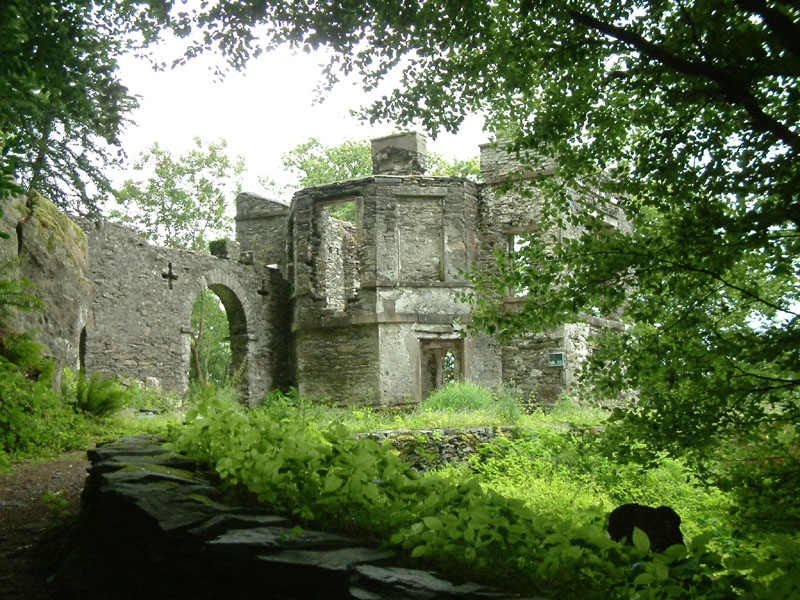
Punkt widokowy Claife na zachodnim brzegu jeziora Windermere

West wyliczył „stacje” – punkty widokowe, gdzie turyści mogli podziwiać najpiękniejsze pejzaże. W niektórych tych miejscach wzniesiono budynki, mające ułatwić komfortową kontemplację krajobrazu. Do dziś zwiedzić można pozostałości stacji Claife (na zachodnim brzegu Windermere poniżej wzgórz Claife).
William Wordsworth wydał swój Przewodnik po Jeziorach (Guide to the Lakes) w 1810 r., a już w 1835 r. doszło do jego piątego wydania pod nazwą Przewodnik po Krainie Jezior na północy Anglii. Książka okazała się szczególnie skuteczna w popularyzacji regionu. Ulubiona dolina Wordswortha, Dunnerdale (lub Duddon Valley), kryje się na południowym zachodzie krainy.
Rozbudowa połączeń kolejowych dodatkowo zwiększyła napływ wczesnych turystów i przyspieszyła rozwój całej turystycznej infrastruktury. Jako pierwsza w głąb Lake District wdarła się linia kolejowa Kendal i Windermere, docierając do Kendal w 1846 r. i w rok później do miasteczka Windermere. Linię do Coniston zainaugurowano w 1848 r., jednak do 1857 r. pozostawała połączona z ogólnokrajową siecią jedynie przez promy między Fleetwood i Barrow-in-Furness). Linia z Penrith przez Keswick do Cockermouth ruszyła w 1865 r., natomiast linia do Lakeside nad samym jeziorem Windermere – w 1869 r. Oprócz kolei uruchomiono na głównych jeziorach jak Ullswater, Windermere, Coniston Water i Derwent Water połączenia parowcowe.

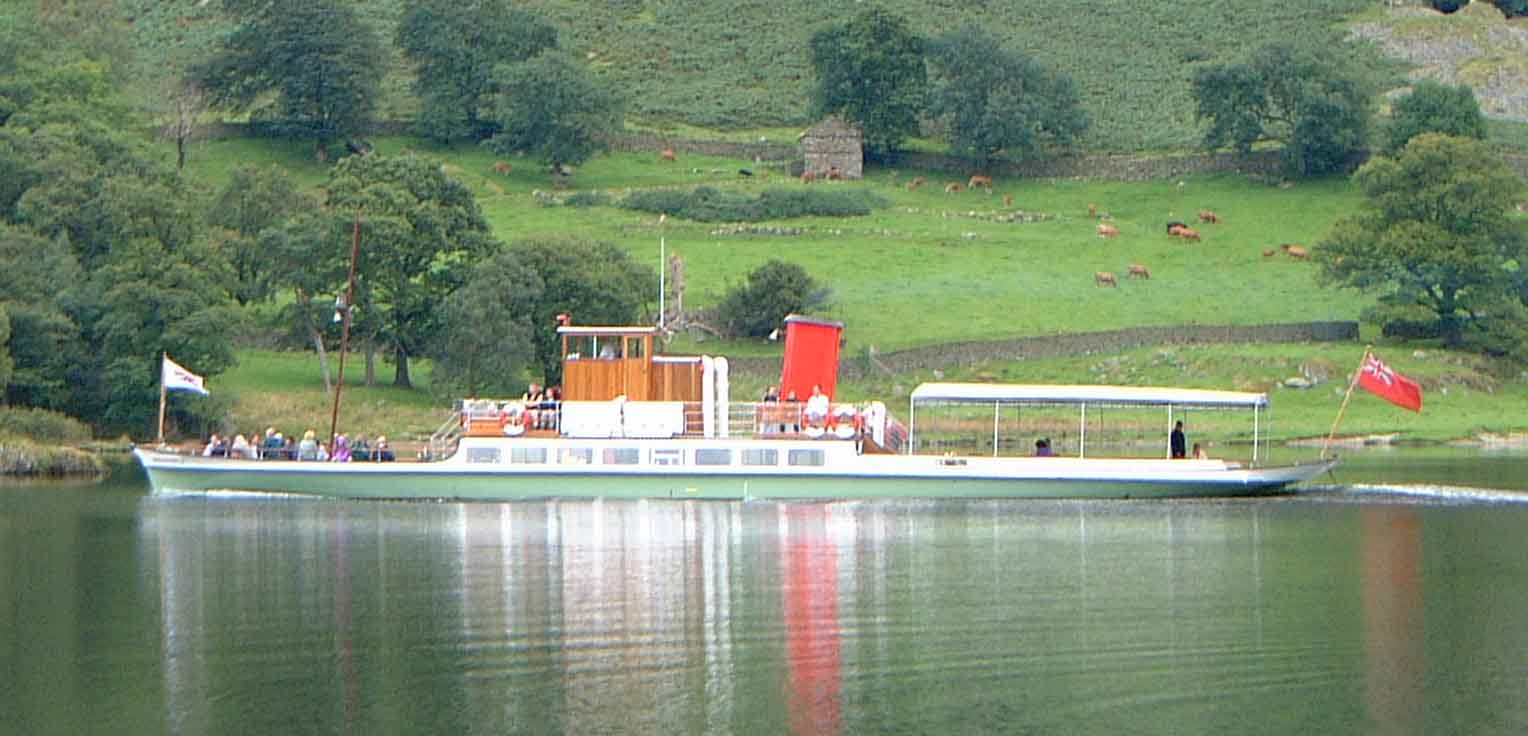
Parowiec na jeziorze Ullswater

Wzrost liczby turystów trwał również w epoce dominacji silnika spalinowego, od kiedy też zaznaczył się wyraźny spadek roli kolei. Utworzenie Parku Narodowego Lake District w 1951 r. wyszło naprzeciw potrzebie ochrony środowiska Lake District przed nadmiernym wykorzystaniem gospodarczym. Mimo to utrzymano brak ograniczeń w ruchu turystycznym w regionie. Autostrada M6, przebiegająca na wschodnich obrzeżach krainy, znacząco ułatwiła dojazd. Wciąż jednak wąskie drogi Parku Narodowego stanowią wyzwanie dla ruchu kołowego i mniej więcej od lat 60. niektóre obszary są regularnie zakorkowane.
Kiedy już drogi i koleje zapewniły łatwiejszy dostęp, wielu ludzi do Lake District przyciągnął Obrazkowy przewodnik po wzgórzach Krainy Jezior (Pictorial Guide to the Lakeland Fells) Alfreda Wainwrighta. W swych pierwszych wydaniach z 1952 i 1965 r. książka ta, wzbogacona ręcznie wykonanymi mapami, panoramami oraz mnóstwem dodających kolorytu krainie opowieści, przedstawiała drobiazgowo 214 szczytów. Do dziś używana jest w aktualizowanych co do tras i dostępności wersjach przez wielu turystów, obierających sobie za ostateczny cel zaliczenie wszystkich wzniesień z tzw. Listy Wainwrighta.
Od lat sześćdziesiątych, stawiając czoło rozwijającej się turystyce, Park Narodowy Lake District zatrudnia strażników dla obserwacji i ochrony swojego terytorium. Pierwszym z nich był John Wyatt, autor serii przewodników.
Bardzo znaczącą postacią krainy była pisarka Beatrix Potter – wielu turystów, w tym z krajów tak odległych jak Japonia, przybywa by pośród górskiego krajobrazu odnaleźć jej ślady.
Obecnie turystyka stanowi kluczową gałąź gospodarki regionu odwiedzanego rocznie przez 14 mln ludzi. W przeważającej części turyści pochodzą z większych miast Wielkiej Brytanii oraz Chin, Japonii, Hiszpanii, Niemiec i Stanów Zjednoczonych. Dużą popularnością wśród przybyszów cieszą się parowce na jeziorze Windermere. Wśród negatywnych oddziaływań turystyki na środowisko Lake District wymienić należy zwiększoną przez intensywny ruch pieszy erozję gleby. Utrzymanie przeciążonych ścieżek kosztuje Park Narodowy miliony funtów rocznie. Doprowadziło to do zamknięcia w 2006 r. dwóch centrów informacji turystycznej.
Bogata w ślady licznych pisarzy i artystów kraina Lake District przyciąga również turystykę kulturalną. Historyczną tradycję sezonowych spektakli teatralnych kontynuuje dzisiaj Teatr nad Jeziorem w Keswick (6 sztuk w letnim repertuarze) i lokalnie – liczne przedstawienia bożonarodzeniowe i wielkanocne. Nie brak także festiwali literackich, filmowych i muzycznych oraz wystaw sztuk pięknych.

## Literatura i sztuka
Lake District jest silnie związany z literaturą angielską XVIII i XIX w. Po raz pierwszy pojawia się w dzienniku Wielkiej Podróży Thomasa Graya z 1769 r. Dopiero jednak William Wordsworth na dobre uczynił krainę źródłem inspiracji literackiej. Jego wiersz Żonkile (Daffodils), inspirowany widokiem tychże kwiatów na brzegach Ullswater, to jeden z największych klasyków angielskiej poezji. Z osiemdziesięciu lat swego życia, sześćdziesiąt spędził Wordsworth pośród jezior i gór Kumbrii. Z początku jako uczeń w Hawkshead, później mieszkając w Grasmere (1799–1813) i Rydal Mount (1813–50). Wraz z Samuelem Taylorem Coleridge’em, wieloletnim rezydentem Keswick, Ambleside i Grasmere oraz Robertem Southeyem zaliczany jest do grupy poetów jezior.
Między rokiem 1809 a 1828 w pierwszej chacie Wordswortha zamieszkiwał Thomas de Quincey. Ambleside gościło także Thomasa Arnolda i Harriet Martineau. W Keswick w 1822 r. urodziła się Lynn Linton, żona Williama Jamesa Lintona. John Ruskin spędził ostatnie lata życia w Brantwood, domu nad Coniston Water. Jego asystent, mieszkający niedaleko antykwariusz W. G. Collingwood, napisał osadzoną w świecie wikingów powieść Thorstein of the Mere.
Wśród sławnych postaci literatury, które odwiedzały Lake District, byli także: Percy Bysshe Shelley, Walter Scott, Nathaniel Hawthorne, Arthur Hugh Clough, Henry Crabb Robinson, Thomas Carlyle, John Keats, Alfred Tennyson, Matthew Arnold, Felicia Hemans i Gerald Massey.
Na początku XX w. do posiadłości Hill Top sprowadziła się autorka opowiadań dla dzieci Beatrix Potter. Akcję wielu książeczek z serii o Piotrusiu Króliku osadziła właśnie w Lake District. W film biograficznym Chrisa Noonana z 2006 r. w rolę Miss Potter wcieliła się Renée Zellweger, występuje też Ewan McGregor.
Z Jeziorami związany był Arthur Ransome. W części książek z jego wydanej w latach 1930-1947 serii Jaskółki i Amazonki (Swallows and Amazons) za tło wydarzeń służy ufikcyjniona sceneria krainy. Podobnie przenosi nas tam seria opowiadań szkolnych Geoffreya Trease'a Czarny Sztandar (Black Banner).
W latach 1924-1941 w Brackenburn Lodge na stokach Catbells, nad Derwent Water, mieszkał sir Hugh Walpole. Wówczas to stworzył sagę The Herries Chronicle, opisującą dwuwiekowe dzieje fikcyjnej kumbryjskiej rodziny. Inny autor, często nazywany „ostatnim poetą jezior” Norman Nicholson, mieszkał i pisał w południowo-zachodniej części krainy – w Millom.
W Lake District dorastał pisarz Melvyn Bragg. Jej krajobrazy wykorzystał jako scenerię w sfilmowanej później powieści A time to dance. Akcję swych książek umieścili tu również Reginald Hill, Val McDermid i Martin Edwards.
Reżyser Ken Russell mieszkał w okolicy Keswick i Borrowdale do 2007 Lake District pojawia się w jego filmach Tommy i Mahler.
Część badaczy legend arturiańskich (w tym Phyllis Ann Karr) umiejscawia w Lake District królestwo Graala – Listeneise.
Z Lake District związany jest również James Rebanks, hodowca owiec rasy Herdwick i pisarz, autor książki Życie pasterza. Opowieść z Krainy Jezior.